# David Henrie

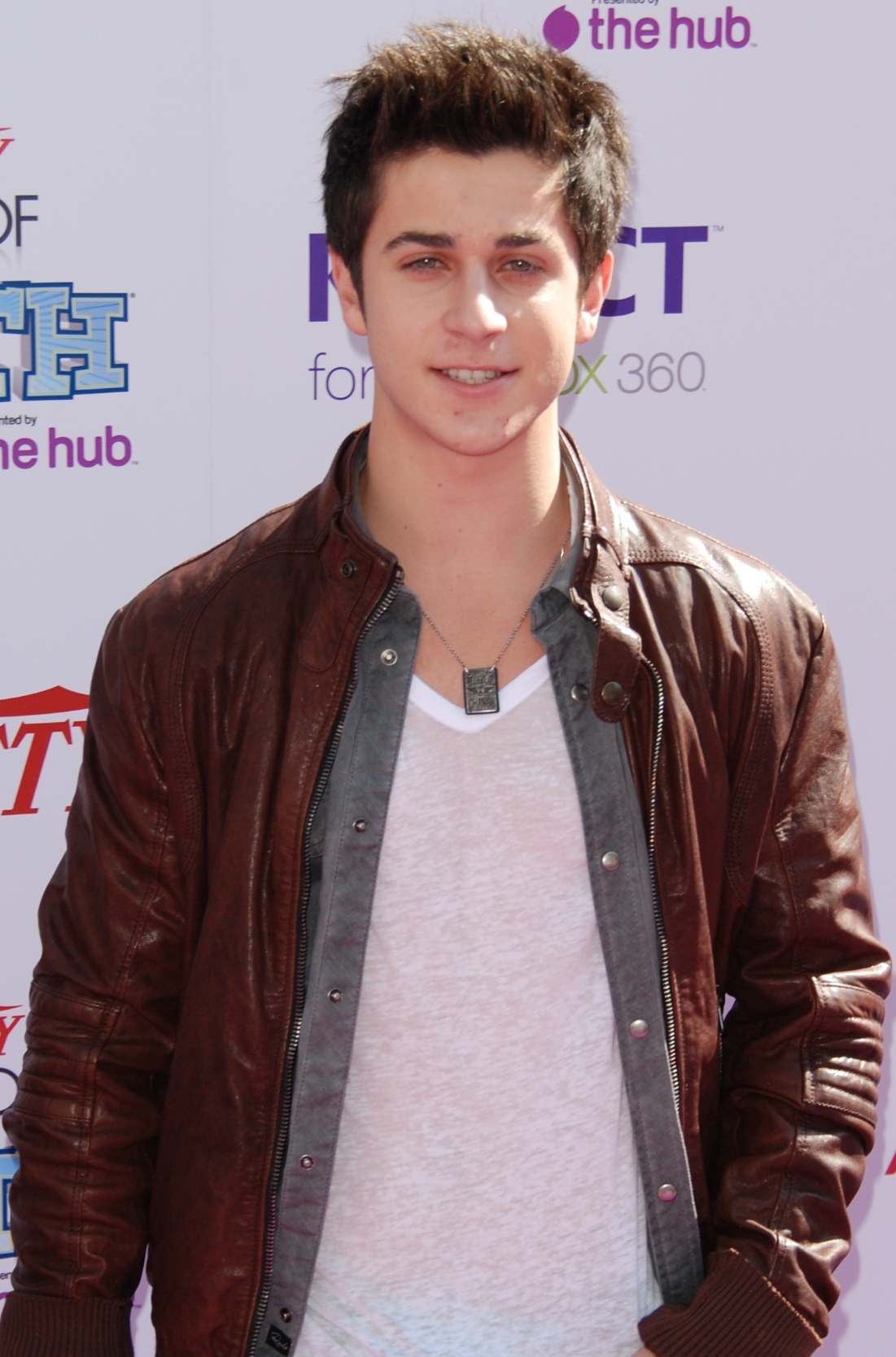
David Henrie (2010)

David Clayton Henrie (* 11. Juli 1989 in Mission Viejo, Kalifornien) ist ein US-amerikanischer Schauspieler und Filmregisseur. Bekannt wurde er durch die Rolle des Larry in der Disney-Channel-Serie Raven blickt durch und als Justin Russo in Die Zauberer vom Waverly Place.

## Privates
David Henrie wurde in Mission Viejo im kalifornischen Orange County geboren, wuchs aber in Phoenix im Bundesstaat Arizona auf. Er ging auf die Cheyenne Traditional School. Henrie hatte eine Beziehung mit seiner Kollegin Lucy Hale, die auch in der Serie Die Zauberer vom Waverly Place seine Freundin spielte. Sein jüngerer Bruder Lorenzo James Henrie wurde ebenfalls Schauspieler.
Am 22. April 2017 heiratete er seine Freundin, eine frühere Schönheitskönigin aus Delaware. Zusammen haben sie zwei Töchter  (* 2019, 2022) und einen Sohn (* 2020).
Henrie ist ein gläubiger Katholik und engagiert sich seit 2022 für die gemeinnützige Organisation Cross Catholic Outreach, für die er beispielsweise 2024 nach Guatemala reiste.

## Karriere
Im Alter von sechs Jahren unterschrieb Henrie bei einer Agentur in Phoenix und fing an, zu Vorsprechen zu gehen. Als er neun Jahre alt war, empfahl ihm der Regisseur während Arbeiten für einen regionalen Werbespots nach Los Angeles zu ziehen. Ein Jahr später zog er mit seiner Familie nach Hollywood. Dort hatte er Vorsprechen für Werbespots von Burger King und Quaker Oats und erhielt seine erste Serienrolle als Nebendarsteller in der Fernsehserie Providence. Außerdem war er in einer kleinen Rolle in der Serie Without a Trace – Spurlos verschwunden zu sehen.
Mit dreizehn Jahren hatte Henrie seinen ersten größeren Erfolg durch eine Rolle in der Serie The Pitts. Als Nächstes erhielt er eine Hauptrolle in Die Monster unter uns mit Linda Blair und George Kennedy. 2004 spielte Henrie in einer Episode der Serie Navy CIS mit. Ab 2005 war Henrie in der US-amerikanischen Sitcom How I Met Your Mother als Sohn von Ted Mosby zu sehen.
Im Alter von 18 Jahren erhielt er 2007 die Rolle des Justin Russo in der Disney-Channel-Serie Die Zauberer vom Waverly Place. Die Sendung hatte in den USA am 12. Oktober 2007 Premiere und wurde im Januar 2012 beendet. Diese Rolle übernahm er auch 2009 in dem zur Serie gehörenden Fernsehfilm Die Zauberer vom Waverly Place – Der Film. Ebenfalls 2009 spielte er in dem Disney Channel Original Movie Die Entführung meines Vaters neben Emily Osment, Moisés Arias, Jason Earles (alle drei aus Hannah Montana), Jennifer Stone (aus Die Zauberer vom Waverly Place) und Phill Lewis (aus Hotel Zack & Cody und Zack & Cody an Bord) mit.
Im Jahr 2024 war er als Regisseur des Films Monster Summer, in dem unter anderem Mel Gibson mitspielte, tätig. Dies war nach This Is the Year (2020) bereits sein zweiter Film als Regisseur. Seit Oktober 2024 ist Henrie erneut als Justin Russo in der Nachfolgeserie Die neuen Zauberer vom Waverly Place zu sehen.

## Synchronisation
Mit Ausnahme der Serie How I Met Your Mother, bei der Tim Schwarzmaier seine deutsche Stimme ist, wird er ansonsten von Patrick Roche gesprochen.

## Filmografie (Auswahl)
Als Schauspieler
- 2002: Providence (Folge 4x18)
- 2002: Without a Trace – Spurlos verschwunden (Without a Trace, Folge 1x02)
- 2003: Die Monster unter uns (Monster Makers, Fernsehfilm)
- 2004: The Hollywood Mom’s Mystery (Fernsehfilm)
- 2004: Navy CIS (NCIS, Folge 2x06 Schatten der Angst)
- 2004–2007: Raven blickt durch (That's So Raven, 12 Folgen)
- 2005–2014: How I Met Your Mother (Fernsehserie, 65 Episoden)
- 2005: Dr. House (House M.D., Folge 1x13)
- 2006: Cold Case – Kein Opfer ist je vergessen (Cold Case, Folge 4x08, Glühwürmchen)
- 2007–2012: Die Zauberer vom Waverly Place (Wizards of Waverly Place, Fernsehserie, 106 Episoden)
- 2009: Die Entführung meines Vaters (Dadnapped, Fernsehfilm)
- 2009: Die Zauberer vom Waverly Place – Der Film (Wizards of Waverly Place: The Movie, Fernsehfilm)
- 2009: Zack & Cody an Bord (The Suite Life on Deck, Folge 1x21)
- 2010: Jonas L.A. (als er selbst)
- 2013: Arrested Development (Fernsehserie, Folge 4x13)
- 2013: Kindsköpfe 2 (Grown Ups 2)
- 2014: 1000 to 1: The Cory Weissman Story
- 2014: Mind Games (Fernsehserie, Folge 1x11)
- 2015: Der Kaufhaus Cop 2 (Paul Blart: Mall Cop 2)
- 2015: Little Boy
- 2015: Walt vor Micky (Walt Before Mickey)
- 2016: Cardboard Boxer
- 2017: Warrior Road
- 2024: Reagan
- seit 2024: Die neuen Zauberer vom Waverly Place (Wizards Beyond Waverly Place , Fernsehserie)

Als Regisseur
- 2020: This Is the Year
- 2024: Monster Summer